# 샷컷
샷컷(Shotcut)은 FreeBSD, 리눅스, macOS, 윈도우용의 자유-오픈 소스 크로스 플랫폼 영상 편집 애플리케이션이다. 2011년 Dan Dennedy에 의해 시작된 샷컷은 MLT 멀티미디어 프레임워크 위에서 개발되어 있으며 동일한 개발자에 의해 2004년 이후로 개발되고 있다.

## 기능
샷컷은 FFmpeg를 통해 영상, 소리, 이미지 포맷을 지원한다. 다양한 파일 포맷으로 구성될 수 있는 다중 트랙들의 비선형 영상 편집의 타임라인을 사용한다.
스크러빙(scrubbing), 트랜스포트 컨트롤(transport control)은 OpenGL GPU 기반 처리에 도움을 받으며, 수많은 영상, 소리 필터를 사용할 수 있다.

## 역사
샷컷은 원래 2004년 11월 MLT의 공동 설립자이자 원 수석 개발자였던 Charlie Yates가 고안해낸 것이었다. 샷컷의 현재 버전은 또다른 MLT의 공동 설립자이자 현재의 수석 개발자인 Dan Dennedy에 의해 완전히 다시 작성된 것이다. Dennedy는 MLT 기반의 새로운 편집기를 개발하기를 바랐으며 이름이 무척이나 마음에 든 까닭에 샷컷이라는 이름을 다시 사용하기로 결정하였다. 그는 특히 WebVfx와 Movit 플러그인과 함께 MLT의 새로운 크로스 플랫폼 기능을 발휘하길 바랐다.

## 같이 보기
- 자유-오픈 소스 소프트웨어 패키지 목록
- 비선형 편집 시스템